# 金子麻美
金子 麻美（かねこ あさみ、1982年6月29日 -）は、日本のシンガーソングライター。AB型。

## 経歴
2007年、「歌スタ!!」出演をきっかけに、ウタイビトハンター（審査員）として番組に出演していた作曲家で音楽プロデューサーの鎌田雅人の目に留まる。番組上ではメジャー・デビューを果たせなかったものの、地道な2年半のライブ活動、鎌田雅人のプロデュース作品でのコーラスレコーディングを重ねた後に、1stアルバム「キミトエガオ」をリリース。

## 人物
高校生の時、吹奏楽部に所属し、パーカッションを演奏。睡魔に弱く、すぐに寝る事が可能。
味噌ラーメン好き。特に好きなのは「龍上海」。一日2回食べた事がある。

## ライブ
2010年10月2日、新宿SACT!にて初ワンマンライブを開催。12月31日、新宿SACT!にてカウントダウンを務めた。
2011年1月17日のライブで「毎回新曲発表しちゃおう!キャンペーン」を発表し、その言葉通りに、鎌田雅人と共に新曲を書き続け、4月8日までの7回のライブで7曲を連続発表した。
ライブでは、鎌田雅人のキーボードと、実兄の金子勲のケーナ、フルート、サンポーニャと共演するのが主である。義理の姉の三上まきが、曲を提供しピアノを弾くこともある。バンド形式の時には、パーカッション、ギター、ベースが入る。新宿SACT!を中心に南青山MANDALAにも定期的に出演（2011年3月から）。毎回、ライブ中の「山形弁講座」のコーナーにて、山形弁の中でもマニアックな方言の問題を出している。答えは、次回のライブの「山形弁講座」で発表される。

## その他
自分のソロ以外に、元KATZEの尾上賢と鎌田雅人が2010年に結成したグループ・サウンズ風ムード歌謡音楽ユニット「マサトシ」のコーラスとして参加。

## ディスコグラフィ

### アルバム
- キミトエガオ (2010.10)
  1. 笑わなくちゃ(Album mix)　作詞・作曲：鎌田雅人
  2. 雨の魔法(Album mix)　作詞：金子麻美　作曲：鎌田雅人
  3. Love Letter　作詞：金子麻美　作曲：鎌田雅人
  4. 大好きだけどちょっときらい　作詞・作曲：鎌田雅人
  5. Worry Soda　作詞：金子麻美　作曲：鎌田雅人
  6. ふわふわふわ　作詞・作曲：鎌田雅人
  7. まぼろし路　作詞・作曲：三上まき
  8. 笑わなくちゃ(Reprise)　作曲：鎌田雅人
  9. そのままで　作詞：金子麻美　作曲：鎌田雅人
  10. 愛されルール　作詞：金子麻美　作曲：鎌田雅人
  11. 迎えにゆくからね　作詞：三上勝夫　作曲：金子勲

- ナナイロシズク (2011.8)
  1. あいしてるの気持ち(Album Version)　作詞・作曲：鎌田雅人
  2. 夢通い(Album mix)　作詞：金子麻美　作曲：鎌田雅人
  3. Luner Water　作詞：大塚利恵　作曲：鎌田雅人
  4. 約束ね、約束よ　作詞：金子麻美　作曲：鎌田雅人
  5. Mr.Serious　作詞作曲：鎌田雅人
  6. 内緒よピエロ　作詞：金子麻美　作曲：鎌田雅人
  7. 話をしよう　作詞・作曲：鎌田雅人
  8. 山形県長井市にて(Instrumental)　作曲：鎌田雅人
  9. レンタカー　作詞：金子麻美　作曲：鎌田雅人
  10. ヒドいオトコねダーリン　作詞・作曲：鎌田雅人
  11. そうだったんだ　作詞・作曲：鎌田雅人

### コーラスレコーディング
- DEL
  - 「紅葉坂」(2008)　作詞：DEL　作曲・編曲：鎌田雅人
  - 「不知夜の月」(2008)　　作詞：satomi　作曲：鎌田雅人　編曲：鎌田雅人
  - 「Favorite Smile」(2008)　作詞・作曲：マシコタツロウ　編曲：鎌田雅人
- 初田悦子
  - 「きみのママより」(2009)　作詞：初田悦子、鎌田雅人　作曲・編曲：鎌田雅人
  - 「パパにラブレター」(2009)　作詞：井手コウジ　作曲・編曲：鎌田雅人
  - 「光」(2009)　作詞：大塚利恵　作曲・編曲：鎌田雅人
  - 「虹の地球」(2009)　作詞・作曲：辛島美登里　編曲：鎌田雅人
- 岸谷香
  - 「ぼくらのうた」(2010)　作詞・作曲：岸谷香　編曲：鎌田雅人

## ライブ歴
- 2008年
  - 6月15日　新宿SACT!「四季風流」
  - 8月27日・10月26日・11月26日・12月26日
    - 新宿SACT!「Sactone-Proud! 2008」
- 2009年
  - 1月24日　新宿SACT!「金子麻美と風絃流しとOxalis」
  - 2月24日・3月13日・4月10日・5月12日・6月17日・8月21日・10月29日
    - 新宿SACT!「Sactone-Proud! 2009」

  - 3月20日　新隆寺
  - 7月26日　新宿SACT!「SACT! DUPLEX FLAG」
  - 9月28日　新宿SACT!「SACT! Center Stage Collection」
  - 10月4日　新宿SACT!「魅惑なプラナなナイト」（初田悦子のコーラスとして参加）
  - 11月18日　新宿SACT!「SACT! DUPLEX FLAG」
  - 12月3日　渋谷LiveHouse KABUTO「アコースティックディvol.76」
  - 12月28日　新宿SACT!「Oxalis presents音の輪 vol.8 "忘年会”」
- 2010年
  - 1月31日・2月23日・3月24日・4月23日・5月19日・7月28日・8月27日・11月20日
    - 新宿SACT!「Sactone-Proud! 2010」　

  - 5月15日　吉祥寺Silver Elephant「THE GREEDY TOY MONSTERS presents BAND SWEETS vol.3」
  - 5月21日　高田馬場四谷天窓「きっといつかどこかでだれかが」
  - 5月22日　吉祥寺BAR FREE STYLE「Silver Elephant Present あなたがくれたあいのうた 」
  - 5月31日　新宿SACT!「SACT!歌謡祭 歌のトップ10！」
  - 6月14日　新宿SACT!「SACT!CENTER STAGE COLLECTION」
  - 6月19日　新宿SACT!「きっといつかどこかでだれかがVol.2」
  - 7月6日　吉祥寺Silver Elephant
  - 7月10日　新宿SACT!「Oxalis presents 音の輪 vol.10」
  - 7月31日　心斎橋Soup Opera Clasiccs「尾上サトシ BIRTHDAY eve ＆ 1st ALBUM 発売記念LIVE」（マサトシとして、初田悦子のコーラスとして参加）
  - 8月11日　高田馬場四谷天窓「花うた日和」
  - 8月16日　山形県長井市スナック「じゅえる」
  - 9月8日　新宿SACT!「Hey Hey Four」
  - 9月13日　代官山Simple Voice「旬果ミックス」
  - 10月2日　新宿SACT!　1stワンマンライブ「キミトエガオ」
  - 10月16日　代官山Simple Voice「旬果ミックスVol.2」
  - 10月24日　八王子ナチュラルカフェさくら亭
  - 10月28日　高田馬場四谷天窓.Comfort「.comfort presents Precious！」
  - 11月3日　高田馬場四谷天窓.Comfort「四季風流」
  - 11月28日　大阪府茨木市　cafeなかちよ2回公演
  - 12月15日　新宿SACT!「SACT!歌謡祭　歌のヒットスタジオ！」
  - 12月31日　新宿SACT!「新宿SACT!2011迎春カウントダウン」
- 2011年
  - 1月1日　新宿SACT!「新宿SACT!2011迎春カウントダウン」
  - 1月17日　高田馬場四谷天窓「スマイル＊マイレージ」
  - 1月31日・2月13日・4月8日・5月11日・10月28日
    - 新宿SACT!「Sactone-Proud! 2011」

  - 3月1日　南青山MANDALA「Birth」
  - 3月8日　新宿SACT!「Flower Sense Laboratory presents"Now's the time"」
  - 4月5日　南青山MANDALA「Birth」
  - 5月7日　ワカバウォーク（埼玉県鶴ヶ島市（坂戸市隣接）東武東上線若葉駅東口前）・イベントスペース　2回公演
  - 5月19日　高田馬場四谷天窓
  - 6月27日　南青山MANDALA「Birth」
  - 6月29日　新宿SACT!「HAPPY BIRTHDAY!!金子麻美＆大江若菜」
  - 7月16日　山形県長井市
  - 7月24日　新宿SACT!「SACT! DUPLEX FLAG-Dream Council-」
  - 8月12日　小樽カフェ、菜はな
  - 8月13日　洞爺湖町、水の駅
  - 8月15日　アリオ札幌　2回公演
  - 8月16日　札幌市 盤渓リブギャラリー
  - 8月21日　日立市「よって家FM」
  - 8月28日　南青山MANDALA　2ndワンマンライブ「ナナイロシズク発売記念ライブ」
  - 9月15日　新宿SACT!「GlowOut Day」（ワンマンライブ）
  - 10月18日　恵比寿天窓Switch
  - 10月30日　大阪府茨木市　茨木湯
  - 11月6日　神奈川県立藤野芸術の家「音フェスvol.1」

## ライブサポート
- Guitar
  - 円山天使
  - 尾上賢
  - 潮田和也(DRIED BONITO)
  - 小林道夫
  - 宮永治郎(ex.water)
  - 久次米真吾
- Keyboard
  - 鎌田雅人
  - 三上まき
  - 広田圭美(タマトミカ)
  - 河村征志
  - 小寺可南子
- Bass
  - 中川量
  - 鎌田雅人
  - 松野一誠
  - 安達貴史
- Drums
  - 田中真二
  - 川越英旦
  - 能村亮平
- Percussions
  - notch
  - 野口浩伸
- Flute,Quena,zampoña
  - 金子勲
- Violin
  - 三上まき
- Mandolin
  - 小寺可南子
- Chorus
  - 初田悦子（2010年11月28日 cafeなかちよにて共演）
  - 小寺可南子
  - 手塚ひろみ

## 関連人物
- 手塚ひろみ
- 初田悦子
- 小寺可南子
- 鎌田雅人